# Längelmävesi
Längelmävesi är en sjö i Birkaland i Finland som ingår i Kumo älvs huvudavrinningsområde. Sjön har en yta på 133 km² och finns i kommunerna Kangasala, Orivesi och Jämsä.
Längelmävesi är huvudsjö i Längelmävesistråten. Till stråten hör även sjöarna Vesijärvi, Roine och Mallasvesi som i Valkeakoski rinner ut i Vanajavesi.
Längelmävesi nämns i Zacharias Topelius dikt En sommardag i Kangasala. Sjön är Birkalands landskapssjö.